# Paionien

Lage und antike Stämme Paioniens

Paionien oder Paionia (altgriechisch Παιονία, lateinisch Paeonia) hieß in der Antike eine Landschaft auf der Balkanhalbinsel. Sie grenzte nördlich an das Königreich Makedonien an. Westlich und nördlich lag Illyrien und im Osten befand sich Thrakien. Hauptort war anfangs Bylazora, später wurde dies Stobi. Beide Städte lagen am Fluss Axios.
Das Gebiet des antiken Paionien teilen sich die heutigen Staaten Nordmazedonien, Griechenland und Bulgarien.

## Geschichte
Philipp II. von Makedonien eroberte das Gebiet und machte es seinem Reich tributpflichtig. Über die Geschichte Paioniens und dessen Bewohner ist sonst wenig bekannt. Entweder sind die Paionier in urgeschichtlicher Zeit aus Kleinasien eingewandert (manche antike Autoren sagen ihnen Verwandtschaft mit den Phrygern nach) oder sie gehören zu den thrakischen Völkern der Balkanhalbinsel. Zur Zeit der Perserkriege im frühen 5. Jahrhundert v. Chr. reichte ihr Gebiet noch weit nach Südosten bis an den Strymon und an die Halbinsel Chalkidike. Regiert wurde Paionien von Königen, wobei diese nur die Oberhoheit über mehrere autonome Stämme ausübten. Lykkeios (356–335 v. Chr.) und Patraos (335–315 v. Chr.) haben eigene Münzen geprägt. Zu dieser Zeit war die Hellenisierung der Region schon in vollem Gange.

## Sonstiges
Bis zur Gemeindereform von 1997 gab es im heutigen Staat Griechenland eine Provinz (griechisch Eparchía επαρχία) mit dem Namen Peonía. Heute trägt die Gemeinde Peonia den Namen, in der unter anderem die Kleinstadt Polykastro liegt.